# Неоисторизм
Неоисторизм — архитектурное направление, копирующее или соединяющее (эклектика) стили предыдущих эпох (историзм) при возведении современных зданий.

## История

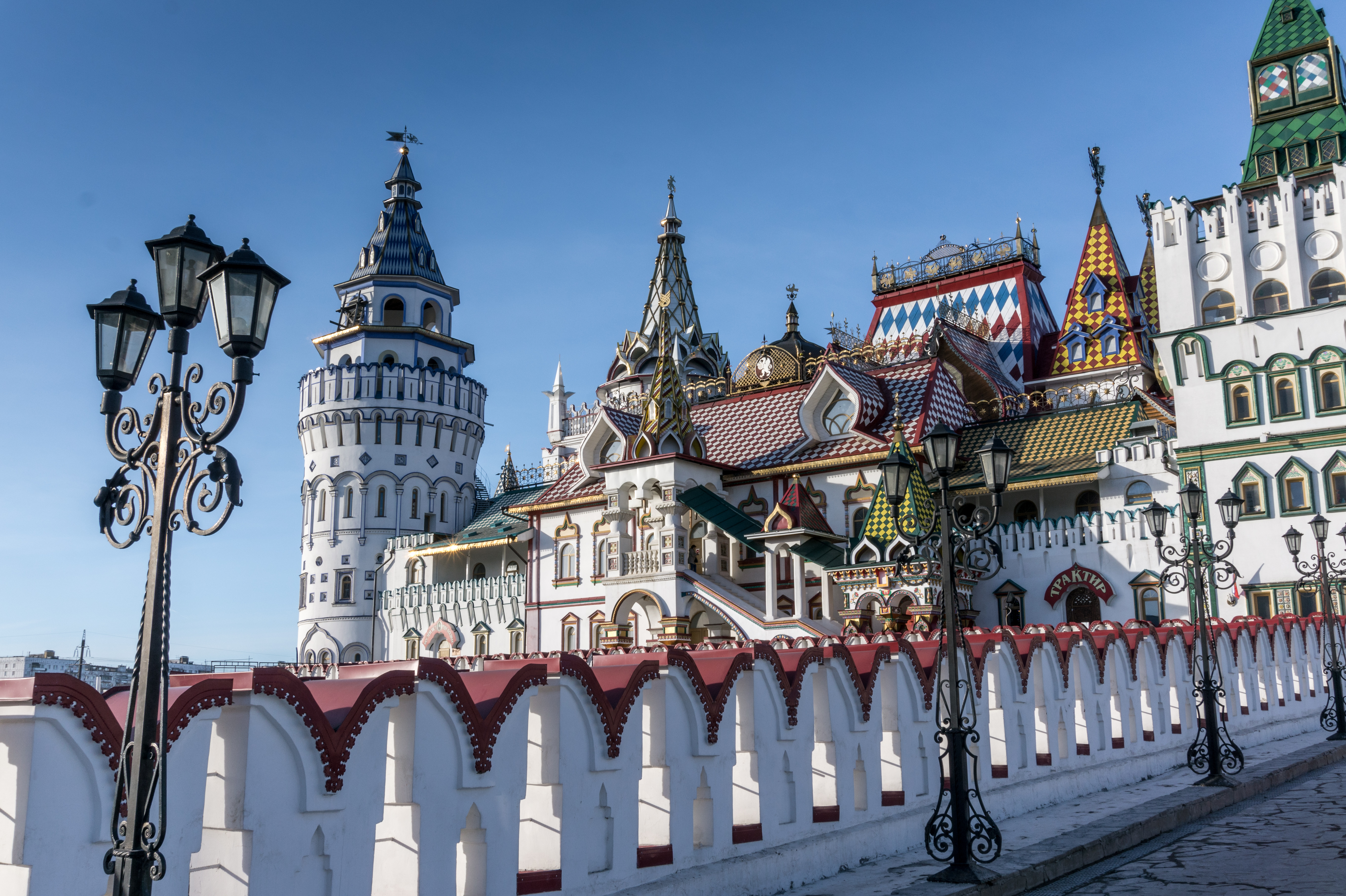
Измайловский кремль Москвы (2001) в русской стилистике

В истории архитектуры наблюдаются случаи использования стилей минувших эпох. Примером служит историзм долгого XIX века, протянувшийся в ряде стран до середины XX века.
Историзму и неоисторизму предшествовали потери традиционной строительной канвы: в XIX веке из-за индустриализации, в XX веке — из-за Второй мировой войны. В последующую эпоху исторические строения особо не ценились. Историзм и неоисторизм возникли в ответ на ощущение потери.
Неоисторизм стал реакцией на распространение брутализма (примерно с 1960-х по 1980-е годы), постмодернизма и нового урбанизма, а также отвечал законам об охране памятников истории и культуры. С 1970-х годов в Европе возник запрос общества на идеальный европейский город, отчего стали возрождаться и развиваться исторические формы строительства. В этой связи речь идёт о части ретро культуры, существующей во многих других отраслях культуры, включая повседневность.
«В 1970-е годы в советской архитектуре наметились отдельные тенденции к историзму и постмодернизму — в моду входят стилизации под „теремки“, которые были востребованы для туризма, а также „реконструкция“ мотивов советской архитектуры 1930-х — 1950-х годов, проявившейся в отдельных авторских проектах московских зданий в центре города. Эти попытки отойти от массовой архитектуры — вылились к 1990-м годам в целое направление в московском и российском зодчестве связанного с неоисторизмом и постмодернизмом».

## Термин
Термин «неоисторизм» спорен, поскольку с историзмом XIX века, в большей степени ориентированным на архитектурно-исторические особенности, он имеет мало общего. Поэтому другим обозначением неоисторизма является постмодернистский историзм / историзм постмодернизма.
«Терминов очень много. Кто-то скажет, что это постмодернизм, искажение классического стиля. Кто-то скажет, что это классика, это неоисторизм, и всё это верно отчасти».

## Характеристика
Возводимые в неоисторизме строения являются преимущественно городскими постройками, создающими исторический городской ландшафт через стилизацию, и возвращают к утраченному городскому планированию. Цель такого строительства состоит в создании «исторической» атмосферы. Визуализация исторических стилей позволяет сохранить эстетику здания без лишений технического оснащения и комфорта.
В университете Нотр-Дам в США на архитектурном факультете на равне с традиционной, современной архитектурами и городским планированием (то есть новый урбанизм) изучается также неоисторизм. Раз в год здесь присуждается награда Driehaus Architecture Prize. Лондонский Foundation for Building Community принца Чарльза занимается продвижением этой темы в мировой практике. Разные архитекторы и архитектурные фирмы также изучают формальный язык историзма и более ранние стилистические направления предыдущих эпох для нового проектирования. Среди сторонников неоисторизма: Ханс Колхофф, Леон Криер, Деметрий Порфириос, Андрес Дуани, Майкл Грейвс, Пьер Карло Бонтемпи и Куинлан Терри.

## Исключения
Для неоисторизма не характерны:
- Традиционная и народная архитектура,
- реконструкция как научно обоснованное и достоверное восстановление на прежнем месте разрушенных зданий в их первоначальном виде с использованием оригинальный материалов[1]
- реставрация — восстановление существующего исторического здания.

## Примеры

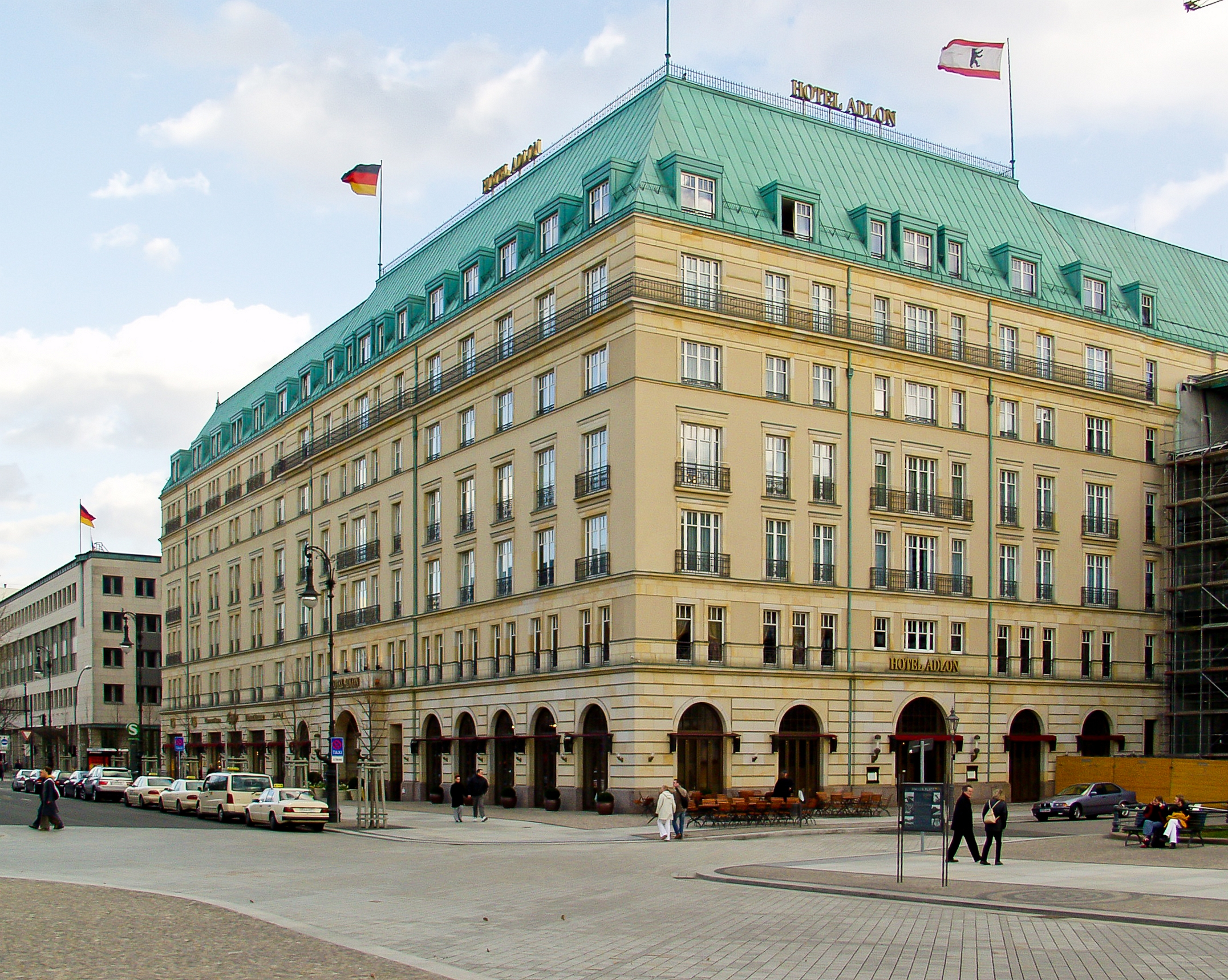
Новое здание отеля Адлон, Берлин (2004)

Примеры неоисторической архитектуры:
- Церковь святителя Николая в Киеве, Украина, 2004
- Кремль в Измайлове, Москва, Россия, 1998—2007

### Великобритания
- Собор Брентвуд, 1991
- Паундбери (в соответствии с архитектурными принципами принца Чарльза), 1993

### Германия
- Николайфиртель, Берлин[1]
- Отель Адлон, Берлин[1]
- Берлинский замок
- Брауншвейгская резиденция (за исключением масштабной реконструкции фасада здания Оттмера с использованием сохранившихся оригинальных камней)
- Ноймаркт I—VIII в Дрездене[1]
- Dom-Römer-Project , Франкфурт-на-Майне[1] (20 новых зданий и 15 реконструкций исторических старых городских домов)
- Рыночная площадь в Хильдесхайме, за исключением реконструированного Knochenhaueramtshaus[1]
- Рынок (Майнц)[1]

### Польша
- Реконструкция Эльблонга (Elbing), Польша[1]
- Реконструкция Колобжега (Кольберга), Польша[1]
- Реконструкция Щецина, Польша[1]

### США
- Schermerhorn Symphony Center в Нэшвилле, США, 2006
- Часовня Колледжа Фомы Аквинского в Санта-Пауле, США, 2009